# Marcus Tudgay
Marcus Tudgay (Shoreham-by-Sea, 3 febbraio 1983) è un calciatore inglese, attaccante del South Normanton Athletic.